# Quattordici o guerra
Quattordici o guerra (Wild in the Streets) è un film del 1968 diretto da Barry Shear.

## Trama
Max Fleatow è un ragazzino con grandi ambizioni che lascia la casa paterna per realizzarle. In breve diviene un cantante di successo con enorme ritorno di pubblico, specie fra i giovani, con il nome di Max Frost. Intanto incombono le elezioni e il senatore democratico Ferguson avvicina Max per fargli una strana proposta: chiede la sua collaborazione a una campagna che chiede l'abbassamento dell'età per votare a 14 anni, e se questa richiesta non sarà soddisfatta, annuncia Max agli americani dopo aver accettato, egli guiderà le masse giovanili contro i vecchi. Incredibilmente la proposta passa e Ferguson, forte dell'appoggio di Max e dei giovani votanti, viene eletto al Senato, insieme anche ad alcuni ragazzini che si erano candidati.
Poco tempo dopo Max lascia la musica per la politica e non fa fatica a farsi eleggere a sua volta al Congresso. Con tutto l'elettorato che ha disposizione Max spadroneggia e dichiara vecchi, per legge, tutti coloro che sono sopra i 35 anni decretando che vengano tenuti chiusi in casa e che siano sottoposti all'assunzione di massicce dosi di LSD per fiaccarne la resistenza. L'unico vero nemico di Max però è il tempo e quando arriva anche per lui il compimento del fatidico compleanno la figlia di Ferguson lo chiama con il nome tanto temuto "anziano" e i bambini stanno iniziando a complottare per togliergli il potere.

## Colonna sonora
- - 1968 - Shape of Things to Come - Max Frost and the Troopers